# Куна (народ)
Ку́на (cuna), самоназва дуле (dule) —  народ в Панамі  частково також в Колумбії.

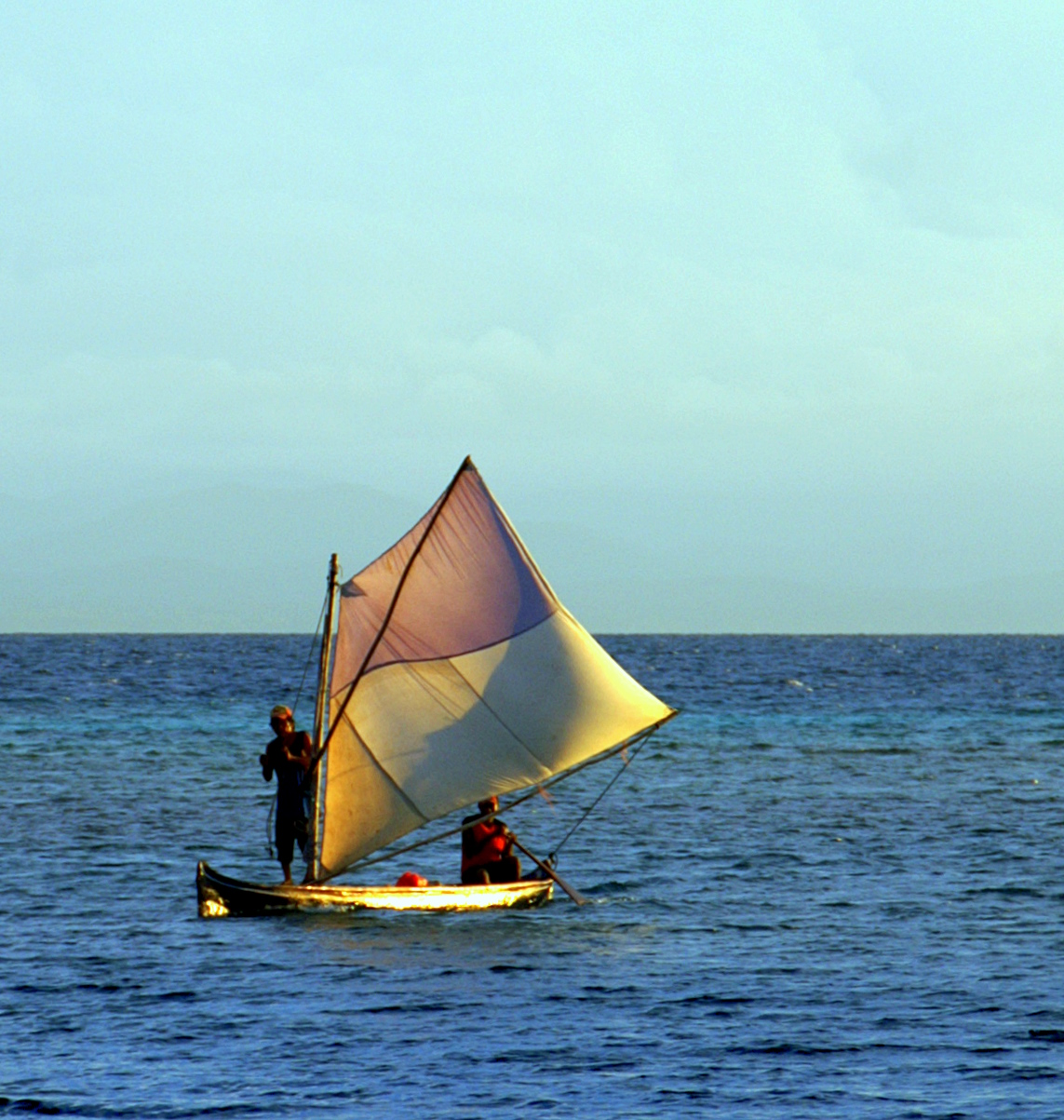
Чоловік народності куна на саморобному каное

Проживають у внутрішній частині округа Сан-Блас та на островах в бухті Сан-Блас на сході Панами. Поселення народу є також в Колумбії.
Чисельність — 35 000 осіб (1978).
Мова відносить до мовної сім'ї чибча.

## Історія
До іспанських завоювань займали Панамський перешийок на північ та південь від кордону із сучасною Колумбією, а також значну частину Карибського узбережжя Колумбії до міста Картахена.
Куна створили розвинену землеробську культуру — вирощували кукурудзу, горох, гарбузи, перець, какао, маніок, тютюн та бавовник. Високого рівня досягли ткацтво, гончарство, ювелірна справа, дерев'яна скульптура.
Дослідники пов'язують з предками куна археологічні культури кокле та верагуас із витонченими золотими виробами, прикрашеними складною філігранню, поліхромною тонкостінною керамікою.

## Письмо куна
Куна мали досить розвинену піктографічну писемність — письмо куна. Вперше було відкрите 1927 року і вивчене норвезьким етнографом Е. Норденшельдом. В письмі кожен графічний комплекс (сцена) відповідає певній фразі. В деяких текстах зустрічається фонетична передача слів з використанням омонімів. Таким письмом записані легенди, книги рецептів народної медицини. Опубліковано декілька піктографічних записів, в тому числі магічний медичний текст та запис пісні.

## Сучасність
Сучасні куна мають право на самоуправління, продовжують притримуватись племінних традицій. Основне заняття — вирощування кокосових горіхів, апельсинів, кукурудзи; рибальство та полювання. Жінки славляться виготовленням «мола» — блузівок, прикрашених різнокольоровою аплікацією. Для туристів в масовому масштабі виготовляються традиційні предмети домашнього вжитку, гамаки та статуетки із дерева.
Молоде покоління індіанців активно бере участь у політичному житті, деякі отримали середню та вищу освіту. В молодіжному русі Панами помітну роль відіграють Студентська асоціація та Генеральний з'їзд індіанців куна.